# Arnulf Schlüter (Astrophysiker)
Arnulf Schlüter (* 24. August 1922 in Berlin; † 24. Juni 2011 in München) war ein deutscher Astrophysiker. Er gilt als einer der Pioniere der kosmischen Elektrodynamik und der Plasmaphysik. Nach ihm benannt ist der Pfirsch-Schlüter-Strom, einer der fundamentalen Prozesse im toroidalen Plasma von Tokamaks und Stellaratoren.

## Leben und Forschungen
Arnulf Schlüter wurde 1947 an der Rheinischen Friedrich-Wilhelms-Universität in Bonn mit der Arbeit Das statistische Gleichgewicht zwischen Zuständen verschiedener Energie: Boltzmannstatistik und Thermodynamik zum Dr. rer. nat. promoviert und war zunächst am Max-Planck-Institut für Physik und Astrophysik in Göttingen tätig. Im Jahre 1958 folgte er dem Institut nach München, wo er zum ordentlichen Professor der Theoretischen Physik an die Ludwig-Maximilians-Universität München berufen wurde. Ab 1968 war er dort Honorarprofessor.
1959 wurde er Wissenschaftliches Mitglied der Max-Planck-Gesellschaft. Er war an der Gründung des Garchinger Max-Planck-Instituts für Plasmaphysik beteiligt, das er von 1965 bis 1973 als Wissenschaftlicher Direktor leitete. Er leitete den Forschungsbereich "Stellaratortheorie", der sich mit der Berechnung von Fusionsexperimenten des "Stellarator" beschäftigte. Er war maßgeblich am Aufbau der ersten Kernfusionsexperimente in Deutschland beteiligt. Früh setzte er sich mit der Umsetzung numerischer Verfahren auf Computern auseinander, beginnend mit den von Heinz Billing in den 1950er Jahren entwickelten Göttinger Computern. In der Plasmaphysik führten diese Arbeiten zu den numerisch optimierten Magnetfeldern des Wendelstein 7-AS und dem Konzept des Advanced Stellarators. 1990 wurde er emeritiert.
Von 1986 bis 1992 war er Präsident der Bayerischen Akademie der Wissenschaften. Er war Mitglied der Deutschen Akademie der Naturforscher Leopoldina, Halle (seit 1975), und korrespondierendes Mitglied der Österreichischen Akademie der Wissenschaften. 1999 wurde ihm der Bayerische Maximiliansorden für Wissenschaft und Kunst verliehen.

## Ehrungen
Der Audimax des Max-Planck-Instituts für Plasmaphysik in Garching bei München ist nach ihm benannt.

## Schriften
- "Zukunftsaufgaben in Forschung und Entwicklung. Welternährung, Lebensmittelforschung" von Johann Kuprianoff, Arnulf Schlüter, und Karl Joachim Euler (1968)
- "Die Bahnen von Teilchen der kosmischen Strahlung im Erdmagnetfeld" von Reimar Lüst, Arnulf Schlüter, und Klaus Katterbach (1955)
- "Einführung in die Plasmaphysik", Nach e. Vorlesung im SS 1959 an d. Univ. München von Arnulf Schlüter und Hans Walter Christian Wittern (1962)
- "Verfahren zur Berechnung stabiler magnetohydrodynamischer Gleichgewichte" von Arnulf Schlüter (1975)
- "Das holonome Energieprinzip der Magnetohydrodynamik" von Peter Merkel und Arnulf Schlüter (1976)